# Apogon smithi
 Apogon smithi és una espècie de peix de la família dels apogònids i de l'ordre dels perciformes.

## Morfologia
Els mascles poden assolir els 10 cm de longitud total.

## Distribució geogràfica
Es troba des del Mar Roig fins a les Illes Marshall, el sud de la Xina continental, el sud de Taiwan i Bali (Indonèsia).